# Kerstin Förster
Kerstin Förster (nacida Kerstin Pieloth, Cottbus, 9 de noviembre de 1965) es una deportista de la RDA que compitió en remo. Su esposo, Olaf Förster, compitió en el mismo deporte.
Participó en los Juegos Olímpicos de Seúl 1988, obteniendo una medalla de oro en la prueba de cuatro scull. Ganó tres medallas en el Campeonato Mundial de Remo entre los años 1983 y 1987.

## Palmarés internacional
| Juegos Olímpicos   | Juegos Olímpicos         | Juegos Olímpicos | Juegos Olímpicos         |
| Año                | Lugar                    | Medalla          | Prueba                   |
| ------------------ | ------------------------ | ---------------- | ------------------------ |
| 1988               | Seúl (Corea del Sur)     | Medalla de oro   | Cuatro scull             |
| Campeonato Mundial |                          |                  |                          |
| Año                | Lugar                    | Medalla          | Prueba                   |
| 1983               | Duisburgo (RFA)          | Medalla de plata | Cuatro scull con timonel |
| 1986               | Nottingham (Reino Unido) | Medalla de oro   | Cuatro scull             |
| 1987               | Copenhague (Dinamarca)   | Medalla de oro   | Cuatro scull             |